# Vaticinium ex eventu
Vāticinium ex ēventū (лат. «пророчество от события»), или post eventum («после события»), — пророчество постфактум, то есть написанное после того, как автор уже получил информацию о «предсказываемых» событиях. Текст при этом пишется так, чтобы казалось, что пророчество произошло до события, тогда как на самом деле оно было написано после якобы предсказанных событий. Частный случай явления, называемого в когнитивной науке постдикцией или «ошибкой послезнания». Термин используется, как правило, в теологии и библеистике.

## В религиозных сочинениях
Вавилонское «Пророчество Мардука» — текст, описывающий путешествия идола Мардука из Вавилона — «пророчествует» о захвате статуи во время разграбления города Мурсили I в 1531 г. до н. э. В 1225 г. до н. э. Тукульти-Нинурта I сверг Каштилиаша IV и доставил идола в Ашшур и Элам, после чего Кутир-Наххунте III разграбил город и украл статую около 1160 г. до н. э. Копия текста была найдена в Доме экзорциста в Ашшуре, содержание его датируется 713—612 гг. до н. э. и тесно связано тематически с другим текстом vaticinium ex eventu, называемым «пророчеством Шульги», которое, вероятно, следовало за ним в виде последовательности табличек. Обе композиции пропагандистски оправдывают Ассирию.
В Книге пророка Даниила используется vaticinium ex eventu, судя по мнимому предвидению событий от завоевания Александра Македонского до преследования Антиоха IV летом 164 г. до н. э. Истории первой половины имеют легендарное происхождение, а видения второй являются продуктом анонимных авторов в период Маккавеев (II век до н. э.). Его включение в Кетувим (Писания), а не в Невиим (Пророки) связано вероятно с тем, что оно появилось после того, как канон этих книг был закрыт. Преобладающее мнение среди евреев и учёных заключается в том, что книга Даниила в любом случае не пророческая книга, а апокалипсис.
Заявления, приписываемые Иисусу в Евангелиях, которые предсказывают разрушение Иерусалима (например, Мк. 13:14, Лк. 21:20) и храма, считаются примерами vaticinia ex eventu подавляющим большинством библеистов (описания осады Иерусалима в 70 г. н. э., когда был разрушен Второй храм). Однако есть некоторые учёные, которые рассматривают только более поздний пассаж из Луки как vaticinium ex eventu (а пассаж Марка — нет), в то время как некоторые зашли так далеко, что отрицают, что стихи от Луки относятся к уничтожению Второго Храма в 70 г. н. э.

## В светской литературе
- В древнем мире техника vaticinium ex eventu использовалась самыми разными авторами, от Пиндара и Геродота до Горация и Вергилия[7].
- «Божественная комедия» Данте Алигьери включает в себя ряд таких пророчеств об изгнании самого Данте из Флоренции.
- В «Освобождённом Иерусалиме» Торквато Тассо использует троп vaticinium ex eventu, предвещая открытие Америки Христофором Колумбом: «Un uom de la Liguria avrà ardimento / a l’incognito corso esporsi in prima»[8].
- Ссылки в поздней переписке Вирджинии Вулф на то, как ей нравится «дикая средневековая вода», в которой Вирджиния чувствовала себя «уничтоженной»[9], иногда воспринимаются как vaticinium ex eventu, предзнаменование её самоубийства в результате утопления через несколько месяцев[10].